# Avanti (schip, 1909)
De  salonboot Avanti werd in 1909 gebouwd door de Scheepswerf C. van der Giessen & Zn in Krimpen aan den IJssel bij de werf De Hoop. Deze werf was de voorganger van de scheepswerf Van der Giessen-de Noord.
De salonboot is van 1909 tot en met midden jaren dertig in het bezit geweest van de familie Van der Giesen. Ze bevoeren ermee de binnenwateren van Nederland en gingen ook naar evenementen zoals de Hollandia-wedstrijden en de Kaagweek.

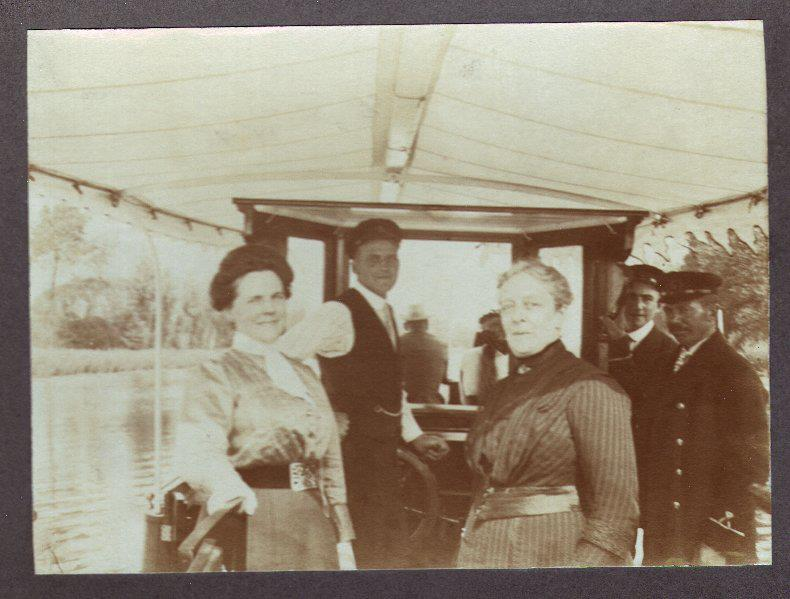
Passagiers op de Avanti' in 1909

Een andere taak voor de Avanti was te pendelen tussen de werf in Krimpen aan den IJssel en bijvoorbeeld station Rotterdam Maas om klanten van de werf te halen of te brengen. Ook werd hij gebruikt als familieschip. Destijds namelijk was het enige openbaar vervoer over de Hollandse IJssel de Goudse Boot die maar een enkele keer per dag voorbij kwam. De wegen over de dijk waren onverhard en auto’s of bussen waren toekomstmuziek.  Eind jaren twintig brak de crisis aan die ook de werf trof. Eind jaren dertig (1938) werd de Avanti via Dordrecht naar België verkocht.

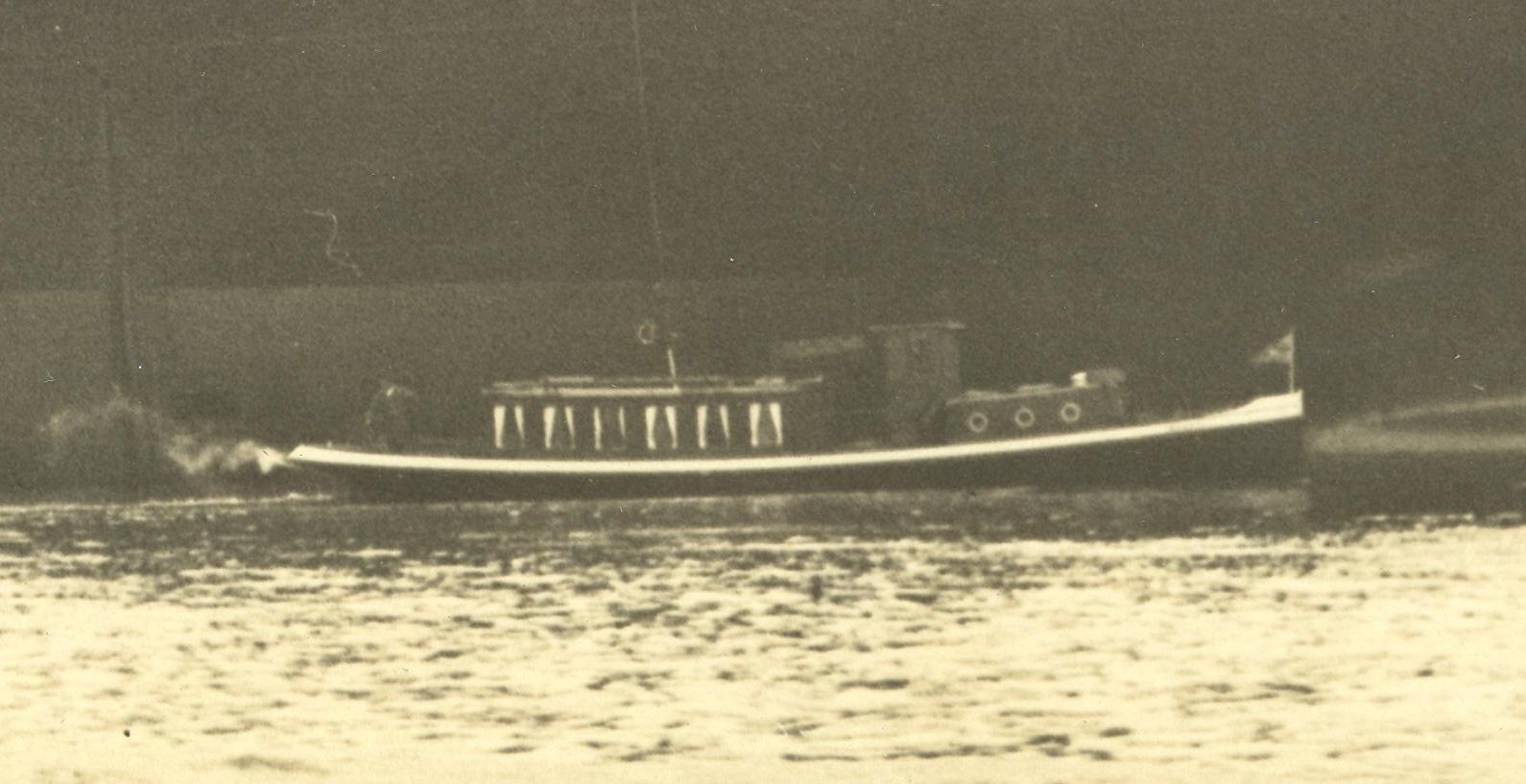
De salonboot Avanti in 1914, in andere kleuren

De Avanti is een varend monument en behoort daarmee tot het varend erfgoed. De salonboot is opgenomen in het register van de Federatie Varend Erfgoed Nederland